# Lindsay Crouse
Pour les articles homonymes, voir Crouse.
Lindsay Crouse est une actrice américaine née Lindsay Ann Crouse à New York, État de New York (États-Unis), le 12 mai 1948.

## Biographie

### Jeune comédienne de théâtre
Lindsay Crouse est née à New York, de Russel Crouse, un dramaturge, et Anna Erskine, elle-même fille de l'écrivain John Erskine.
Après avoir terminé ses études au Radcliffe College, en 1970, elle a commencé sa carrière d'artiste comme danseuse, mais s'est rapidement tournée vers la comédie et a fait ses débuts à Broadway en 1972, dans la pièce Beaucoup de bruit pour rien (Much Ado About Nothing).

### Carrière cinématographique
Sa carrière cinématographique a débuté en 1976, avec un rôle à la télévision et des films pour le cinéma. En 1977, elle a joué dans le film Slap Shot. Pour son rôle dans le film Les Saisons du cœur (Places in the Heart), elle a été nommée à l'Academy Award comme Meilleure second rôle féminin.
Lindsay Crouse est apparue dans des séries télévisées. Parmi ses rôles notables, celui de Kate McBride, un officier de police lesbienne dans Capitaine Furillo en 1986, l'une des premières apparitions d'un personnage lesbien dans une série de télévision américaine. Lindsay est également connue pour son rôle dans la quatrième saison de Buffy contre les vampires, dans lequel elle tenait le rôle du professeur Maggie Walsh. Elle a aussi joué dans les séries Les Experts (CSI: Crime Scene Investigation), Columbo (saison 8, épisode 3 - Fantasmes : docteur Joan Allenby), Esprits criminels (Criminal Minds), New York, police judiciaire (Law and Order), Urgences (ER), Millennium et New York Police Blues.
Ces dernières années, Lindsay Crouse est revenue vers le théâtre.
En 2008, elle a prêté sa voix dans le documentaire A Sense of Place, un film sur Virginia Lee Burton.

## Filmographie

### Cinéma
- 1976 : Les Hommes du président (All the President's Men) : Kay Eddy
- 1977 : La Castagne (Slap Shot) de George Roy Hill : Lily Braden
- 1977 : Between the Lines : Abbie
- 1981 : Le Prince de New York (Prince of the City) : Carla Ciello
- 1982 : Le Verdict (The Verdict) : Kaitlin Costello
- 1983 : Krull : Princess Lyssa (voix)
- 1983 : Daniel : Rochelle Isaacson
- 1984 : Iceman : Dr. Diane Brady
- 1984 : Les Saisons du cœur (Places in the Heart) : Margaret Lomax
- 1987 : Engrenages (House of Games) : Margaret Ford
- 1989 : Communion : Anne Strieber
- 1990 : La Maison des otages (Desperate Hours) de Michael Cimino : Brenda Chandler
- 1993 : The Halloween Tree (voix)
- 1994 : Les Mille et une vies d'Hector (Being Human) : Janet
- 1995 : Bye Bye Love de Sam Weisman : Grace Damico
- 1995 : L'Indien du placard (The Indian in the Cupboard) : Jane
- 1996 : La Jurée (The Juror) : Tallow
- 1996 : L'Avènement (The Arrival) : Ilana Green
- 1997 : Prefontaine : Elfriede Prefontaine
- 1998 : L'enfant du futur (Progeny) : Dr. Susan Lamarche
- 1999 : Une locataire idéale (Stranger in My House) : Patti Young
- 1999 : Révélations (The Insider) : Sharon Tiller
- 2000 : Un amour sauvé de l'enfer (One Hell of a Guy) (vidéo) : Juge Davis
- 2001 : Almost Salinas : Allie
- 2002 : Impostor : Chancellor
- 2002 : Cherish : Thérapiste
- 2007 : Mr. Brooks : Captain Lister
- 2013 : Somewhere Slow : Katherine Franklin
- 2023 : Chantilly Bridge : Rheza

### Télévision
- 1975 : The Tenth Level (en) : Karen
- 1976 : Eleanor and Franklin : Marjorie Bennett
- 1980 : Paul's Case : Première actrice
- 1981 : Summer Solstice : La jeune Margaret Turner
- 1985 : I Want to Go Home : Louise Sanders
- 1986 : Capitaine Furillo : Kate McBride
- 1988 : Lemon Sky : Ronnie
- 1989 : Columbo : Fantasmes (Sex and the Married Detective) : Dr. Joan Allenby
- 1990 : Everyday Heroes (Téléfilm) : Janet Florine
- 1993 : Chantilly Lace (Téléfilm) : Rheza
- 1993 : Final Appeal (Téléfilm) : Dana Cartier
- 1993 : Arabesque : Louise Anderson-Crowe
- 1993 : New York, police judiciaire (saison 3, épisode 14) : Diane Meade
- 1994 : Out of Darkness (Téléfilm) : Kim Donaldson
- 1994 : Traps : Laura Parkhurst
- 1994 : Parallel Lives (en) (Téléfilm) : Una Pace
- 1995 : Between Mother and Daughter : Mère
- 1996 : Norma Jean & Marilyn (Téléfilm) : Natasha Lytess
- 1996 : Si les murs racontaient... (If These Walls Could Talk) (Téléfilm) : Frances White
- 1999 : New York, police judiciaire (saison 10, épisode 3) : juge Denise Grobman
- 1999 : Une locataire idéale (Stranger in My House) (Téléfilm) : Patty Young
- 1999 : Buffy contre les vampires : Professeur Maggie Walsh
- 1999 : La Véritable histoire de Laura Ingalls (Beyond the Prairie: The True Story of Laura Ingalls Wilder) (Téléfilm) : Caroline Ingalls
- 2001 : The Warden (Téléfilm) : Maureen Redmond
- 2002 : Beyond the Prairie, Part 2: The True Story of Laura Ingalls Wilder (Téléfilm) : Caroline Ingalls
- 2004 : Les Experts (saison 5, épisode 8) : Dr. Mona Lavelle
- 2005 : Esprits criminels (Criminal minds) (saison 1, épisode 11) : Mary Mays
- 2005 : New York, police judiciaire (saison 16, épisode 1) : juge Deidre Hellstrom
- 2009 : Flashforward : Mrs. Kirby
- 2009 : New York, unité spéciale (saison 10, épisodes 11 et 16) : juge D. Andrews
- 2009-2010 : New York, unité spéciale (saison 11, épisodes 5, 16 et 21) : juge D. Andrews
- 2010-2011 : New York, unité spéciale (saison 12, épisodes 6 et 19) : juge D. Andrews

## Voix françaises
| - Emmanuèle Bondeville dans : (les séries télévisées) - Les Anges du bonheur - Buffy contre les vampires - New York, police judiciaire - Providence - Le Justicier de l'ombre - Esprits criminels - Flashforward - Béatrice Delfe dans : - Iceman - Une locataire idéale (téléfilm) - Celine Monsarrat dans : - L'Indien du placard - L'ultime procès - Frédérique Tirmont dans : - La Jurée - Impostor - Sylviane Margollé dans La Castagne - Jocelyne Darche dans Le Prince de New York - Marie-Christine Darah dans Le Verdict - Nelly Vignon dans Les Saisons du cœur - Marie-Frédérique Habert dans Dragnet - Hélène Otternaud dans Columbo : Fantasmes (téléfilm) |